# Hermann von Strantz
Hermann Christian Wilhelm von Strantz, né à Nakel le 13 février 1853 et mort à Dessau le 3 novembre 1936, est un général de division allemand qui combat lors de la guerre franco-allemande de 1870 et qui participe à la Première Guerre mondiale. Strantz est successivement à la tête du 5e corps d'armée, puis du détachement d'armée Strantz chargé d'un secteur du front entre la Meuse et la Moselle. Au cours de l'année 1917, il est retiré du service actif.

## Biographie

### Famille
Son père est le major Hans Friedrich Bogislav von Strantz (de) (1820-1895) et sa mère Alexandra Friederike von Münnich (de) (1829-1892).

### Premières années
En 1870, Strantz est Fähnrich à l'école des cadets à Berlin, il intègre le 8e régiment de grenadiers et participe à la guerre franco allemande. Le 2 janvier 1871, il est promu lieutenant en second ; il reçoit la croix de fer pour ses actions lors du conflit. Du 1er octobre 1877 au 26 juillet 1880, il étudie à l'Académie de guerre de Prusse de Berlin, il est promu premier lieutenant le 18 octobre 1879.
Du 26 juillet 1880 au 30 avril 1882, Strantz réintègre son unité d'origine avant d'être muté au Grand État-Major général à Berlin. Il est successivement nommé à l'état-major de la 27e brigade d'infanterie de la 14e division d'infanterie le 21 avril 1883, commandant de la 9e compagnie du 1er régiment à pied de la Garde et promu capitaine le 15 avril 1886. Le 22 mars 1891, Strantz est promu major et transféré de nouveau au Grand État-Major général à Berlin. Le 16 mai 1891, il est transféré à l'état-major de la 2e division de la Garde.
Le 25 mars 1893, Strantz prend le commandement d'un bataillon du 8e régiment de grenadiers. Le 22 mars 1897, il est nommé oberstleutnant et muté à l'état-major du 1er régiment à pied de la Garde. Le 27 janvier 1900, il est promu oberst et prend le commandement du 2e régiment à pied de la Garde, puis de la 2e brigade d'infanterie de la Garde le 27 janvier 1903 ; le 18 avril 1903, il est nommé Generalmajor. Le 16 octobre 1906, il devient Generalleutnant et dirige la 25e division d'infanterie. Le 3 avril 1911, Strantz est nommé à la tête du 5e corps d'armée ; le 7 avril, il est promu General der Infanterie.

### Première Guerre mondiale
Au déclenchement de la Première Guerre mondiale, Strantz est toujours à la tête du 5e corps d'armée allemand. Il est rattaché à la 5e armée commandée par le prince héritier Guillaume de Prusse. À partir du 10 septembre 1914, il commande le « détachement d'armée Strantz » ou « détachement d'armée C » formant l'aile gauche de la 5e armée allemande et occupe un secteur du front compris entre la Meuse et la Moselle, il dispose son quartier-général au château de Moncel à Jarny. Strantz dirige les troupes allemandes lors de la tentative de prise du fort de Troyon du 9 au 10 septembre.
Strantz dirige au cours de l'année 1915, les troupes allemandes lors des batailles des Éparges et de la Woëvre durant le mois d'avril. En 1916, durant la bataille de Verdun, il est à nouveau chargé de diriger une attaque sur le fort de Troyon pour perturber le ravitaillement français vers Verdun.

### Fin de carrière
Le 14 mars 1917, Strantz est mis en retraite.